# باجی‌رائوی اول
باجی‌رائوی اول (انگلیسی: Bajirao I؛ ۱۸ اوت ۱۷۰۰ – ۲۸ آوریل ۱۷۴۰) پیشوای امپراتوری مراتا در هند بوده است. وی از زمان انتخاب توسط شاهو یکم، پادشاه مراتی، تا پایان عمر به مدت قریب به بیست سال صاحب مقام پیشوایی بوده است. دوران پیشوایی باجی‌رائوی اول، اوج قدرت گرفتن پیشوایان در امپراتوری مراتا است. وی، در دوران بیست‌سالهٔ سپهسالاری‌اش، در هیچ نبردی شکست نخورده است. گسترش امپراتوری مراتا در شمال و شکست گورکانیان مهمترین جنگاوری‌های دوران وی است. داستان دلدادگی باجی‌رائوی اول به شاهدختی مسلمان به نام مستانه که به عنوان همسر دوم وی اختیار گردیده، از غنایی‌ترین داستان‌های تاریخ هند است.